# 전북특별자치도교육감
전북특별자치도교육감은 전북특별자치도교육청의 모든 사무를 지휘·감독하는 차관급 정무직 공무원이다.

## 역대 교육감
| 선출방식 | 대수     | 이름            | 임기                              | 비고                                   |
| -------- | -------- | --------------- | --------------------------------- | -------------------------------------- |
| 관선     |          | 교육위원회 체제 | 1962년 11월 3일 ~ 1964년 2월 3일  | 이인석, 구익림, 유광현, 박영식, 이길수 |
| 관선     | 1대      | 김용환          | 1964년 2월 4일 ~ 1968년 2월 3일   |                                        |
| 관선     | 2대      | 김용환          | 1968년 2월 4일 ~ 1968년 2월 19일  | 재선                                   |
| 관선     | 3대      | 설인수          | 1968년 3월 21일 ~ 1972년 3월 20일 |                                        |
| 관선     | 4대      | 설인수          | 1972년 3월 21일 ~ 1976년 2월 4일  | 재선                                   |
| 관선     | 5대      | 유재영          | 1976년 2월 5일 ~ 1980년 2월 4일   |                                        |
| 관선     | 6대      | 유재영          | 1980년 2월 5일 ~ 1981년 8월 21일  | 재선                                   |
| 관선     | 7대      | 유재신          | 1981년 9월 17일 ~ 1985년 9월 16일 |                                        |
| 관선     | 8대      | 유재신          | 1985년 9월 17일 1988년 7월 28일   | 재선                                   |
| 관선     | 9대      | 홍태표          | 1988년 8월 21일 ~ 1992년 8월 17일 |                                        |
| 간선     | 10대     | 임승래          | 1992년 8월 18일 ~ 1996년 8월 18일 |                                        |
| 간선     | 11대     | 염규윤          | 1996년 8월 19일 ~ 1997년 2월 3일  |                                        |
| 간선     | 12대     | 문용주          | 1997년 2월 19일 ~ 2000년 8월 17일 | 재보궐선거 당선                        |
| 간선     | 13대     | 문용주          | 2000년 8월 18일 ~ 2004년 8월 17일 |                                        |
| 간선     | 14대     | 최규호          | 2004년 8월 18일 ~ 2008년 8월 17일 |                                        |
| 직선     | 15대     | 최규호          | 2008년 8월 18일 ~ 2010년 6월 30일 | 재선/직선제 초선                       |
| 직선     | 16대     | 김승환          | 2010년 7월 1일 ~ 2014년 6월 30일  |                                        |
| 직선     | 17대     | 김승환          | 2014년 7월 1일 ~ 2018년 6월 30일  | 재선                                   |
| 직선     | 18대     | 김승환          | 2018년 7월 1일 ~ 2022년 6월 30일  | 3선                                    |
| 직선     | 19대     | 서거석          | 2022년 7월 1일 ~ 2025년 6월 26일  |                                        |
| 직선     | 권한대행 | 유정기          | 2025년 6월 26일 ~ 2026년 6월 30일 | 부교육감                               |

## 같이 보기
- 전북특별자치도교육감 선거